# Channambapura, Honnali
Channambapura là một làng thuộc tehsil Honnali, huyện Davanagere, bang Karnataka, Ấn Độ.